# Xian de Sangri
Le xian de Sangri (tibétain : སང་རི་རྫོང, Wylie : sang ri rdzong ; chinois : 桑日县 ; pinyin : Sāngrì xiàn) est un district administratif de la région autonome du Tibet en Chine. Il est placé sous la juridiction de la préfecture de Shannan.

## Démographie
La population du district était de 15 470 habitants en 1999.

## Patrimoine
- Le monastère de Densatil[3].
- Le monastère de Qulong (曲龙寺).
- Le monastère de Qiaka qudeng (恰卡曲登寺).
- La source thermique de Dewoka (德沃卡温泉).
- Une cascade située sur le Yarlung Zangbo.